# Parafia św. Małgorzaty Panny i Męczennicy i Matki Bożej Szkaplerznej w Śmiłowie
Parafia św. Małgorzaty Panny i Męczennicy i Matki Bożej Szkaplerznej w Śmiłowie – parafia rzymskokatolicka w dekanacie Wysoka w diecezji bydgoskiej.
Erygowana ok. 1300 roku.
Na obszarze parafii leżą miejscowości: Brodna, Jeziorki, Śmiłowo i Zelgniewo.